# Stichar

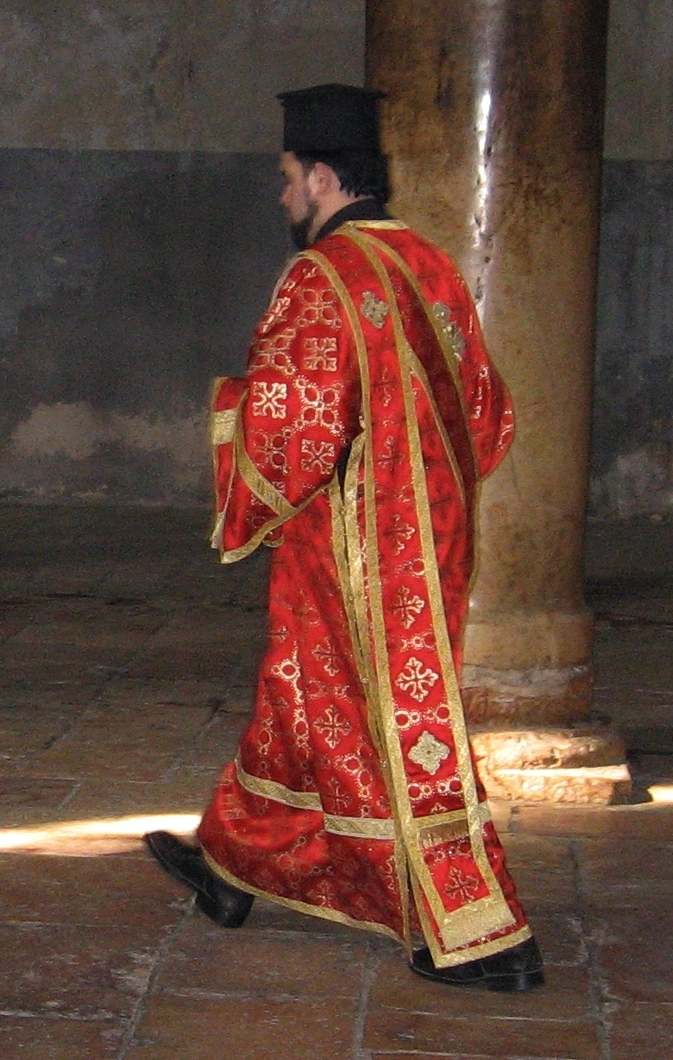
Pravoslavný jáhen v Betlémě oděný do orarionu přes stichar.

Stichar též sticharion (rusky стихарь, z řeckého stichárion, stichos [στιχάριον] – čára, tah) je tradiční oděv s dlouhými širokými rukávy, který si oblékají při bohoslužbě diákoni, neboli duchovní s vysvěcením nižším než kněžským v pravoslavné církvi. Pod stichar si oblékají podrjasnik, což je spodní oblečení černé barvy. K sticharu také patří narukavice a orár, který si diákon obléká při bohoslužbě. Oděv diákonů se charakteristicky liší širokými pevnými rukávy a také sahá až po kotníky. Kněžský obdobný děv má jiný střih s úzkými rukávy, proto se také nazývá jinak – podřízník. Charakteristickým rysem sticharu jsou jeho zjednodušené prvky, které dávají postavě kněze jistou monumentálnost, stejně jako hustá a těžká látka syté barvy.Ve všech ostatních ohledech je stejný jako oděv pravoslavných kněží. Při jeho výrobě se používá drahá látka, nejčastěji zlatý brokát nebo samet.

## Historie
Ve středověku byl stichar známý pod jinými názvy, například tunika, které však označovaly každodenní mužské i ženské oblečení. Církev pak tento oděv přejala po vzoru pravoslavného kněžského oblečení, známého pod názvem chiton. Vyráběl se ze lnu a byl bílé barvy. Tato barva byla symbolická a znamenala šťastný a čistý život, ve kterém služebníci boží žili, a také vyjadřuje jejich duchovní radost.
Stichar byl zdoben zlatým lemováním, vyšíváním a perlami. Na rukávy a boky byly přidávány stuhy, které představují utrpení, které prožil Ježíš Kristus. Na přední nebo zadní straně se právě za použití těchto materiálů vyšíval pravoslavný kříž.

## Druhy
Stichary se po celé pravoslavné církvi lehce odlišují. Pro asijskou část Ruska je například typické stříbrné zdobení sticharu. Barvy sticharů se také liší podle období liturgického roku. V církevní barevné symbolice je bílá znakem světla a čistoty, červená je znamením krve, kterou prolil Ježíš Kristus při jeho umučení, zelená barva je zase symbolem věčné blaženosti.